# Thmâ Puŏk (dystrykt)
Thmâ Puŏk (khm. ស្រុកថ្មពួក)– dystrykt (srŏk) w północno-zachodniej Kambodży, w północnej części prowincji Bântéay Méanchey. Siedzibą administracyjną jest miasto Thmâ Puŏk. W 1998 roku zamieszkiwany przez 53 536 mieszkańców.

## Podział administracyjny
W skład dystryktu wchodzi 6 gmin (khum):
- Bântéay Chhmar
- Kouk Kakthen
- Kouk Romiet
- Kumru
- Phum Thmei
- Thmâ Puŏk

Na terenie dystryktu położone są 62 miejscowości.

## Kody
- kod HASC[2] (Hierarchical administrative subdivision codes) – KH.OM.TP
- kod NIS[2] (National Institute of Statistics- district code) – 0107